# Детлев фон Брокдорф
Детлев фон Брокдорф (на немски: Detlev von Brockdorff; * ок. 1610; † 1670) е благородник от род Брокдорф от Глюкщат в Шлезвиг-Холщайн.
Той е син на Йоахим фон Брокдорф (1587 – 1644), господар на Риксдорф, и съпругата му Хелвиг фон Зеещедт († 1649), дъщеря на Детлеф фон Зеещедт (1568 – 1638), наследствен господар на Депенау, Шонвайде, Ниндорф и Калтенхоф. Сестра му Доротея фон Брокдорф († 1688) е омъжена 1641 г. за Бертрам фон Рантцау (1614 – 1686).
На 12 септември 1691 г. един клон на фамилията е издигнат на датски фрайхер.

## Фамилия
Детлев фон Брокдорф се жени 1642 г. за Йолгард Катарина фон Рантцау († 1675), дъщеря на Герт /Герхард Рантцау (1558 – 1627), господар на Брайтенбург, датски фелдмаршал и губернатор на Шлезвиг-Холщайн, и Доротея фон Брокдорф (1593 – 1629), дъщеря на Детлеф фон Брокдорф (1559 – 1628) и Ида фон Рантцау († 1596). Те имат син и дъщеря:
- Йоахим фон Брокдорф (1643 – 1719), рицар, женен за Анна Маргарета Марзелис (1648 – 1736), богата търговска дъщеря от Хамбург; имат дъщеря:
  - Анна Констанция фон Брокдорф-Козел (* 17 октомври 1680, Депенау; † 31 май 1765, Щолпен), омъжена на 2 юни 1703 г. (развод 1706) за граф Адолф Магнус фон Хойм (1668 – 1723), от 1705 г. метреса на саксонския курфюрст и полски крал Август II Силни, от 1706 „графиня фон Козел“
- Катарина Хедвиг фон Брокдорф (* 17 юни 1645; † 25 ноември 1689), фрайин, омъжена 1664 г. за имперски граф Кристиан Детлев фон Рантцау-Брайтенбург (* 11 март 1644; † 8 септември 1697)

## Галерия
- Внучка му Анна Констанция фон Брокдорф, графиня фон Козел